# آنکازویل (کنتیکت)

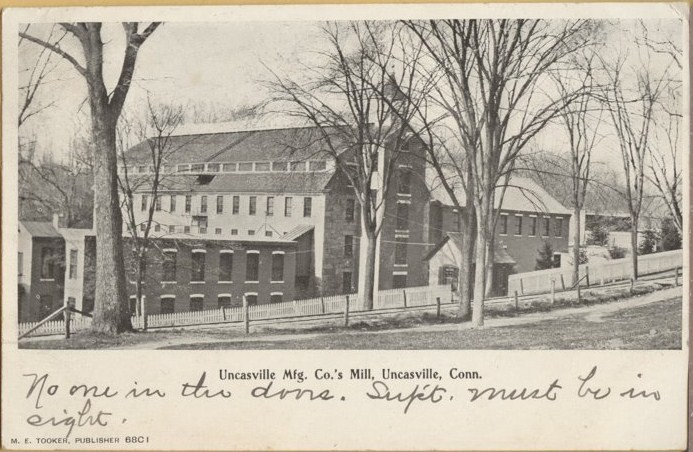
آنکازویل میل در ۱۹۰۶

آنکازویل، کنتیکت (انگلیسی: Uncasville, Connecticut)منطقه ای در شهر مونویل، کانکتیکات، ایالات متحده است. این روستایی در جنوب شرقی مونت‌ویل، در دهانه رودخانه اکسو بوکسو است. آنکازویل در حال حاضر به‌طور کلی به انتهای شرقی مونت‌ویل متصل است و از کد پستی آنکازویل به‌طور کلی استفاده می‌شود.